# Mouliets-et-Villemartin
Mouliets-et-Villemartin – miejscowość i gmina we Francji, w regionie Nowa Akwitania, w departamencie Żyronda.
Według danych na rok 1990 gminę zamieszkiwało 915 osób, a gęstość zaludnienia wynosiła 58 osób/km² (wśród 2290 gmin Akwitanii Mouliets-et-Villemartin plasuje się na 462. miejscu pod względem liczby ludności, natomiast pod względem powierzchni na miejscu 715.).